# 山本兄妹
山本兄妹（やまもときょうだい）は、山本清人と山本絵里香による実の兄妹ボーカルデュオ。三重県大紀町出身。

## メンバー
- 山本清人 （やまもと きよと、1979年7月7日 - 、B型）

ボーカル、ギター、作詞、作曲、担当。
前身ユニットはThe Ivory Brothers。
- 山本絵里香 （やまもと えりか、1980年8月9日 - 、A型）

ボーカル、ピアノ、作詞、作曲、担当。
前身ユニットはfeel my way。

## 略歴
2009年いとこの結婚式で一緒に歌をつくり披露したことがきっかけで、結成。

## ディスコグラフィー
- HOMEMADE RECORDS No.01（インディーズ自主制作音源）
  1. HERO
  2. DEPARTURE-その先の空-